# Macropsis delongi
Macropsis delongi är en insektsart som beskrevs av Breakey 1932. Macropsis delongi ingår i släktet Macropsis och familjen dvärgstritar. Inga underarter finns listade i Catalogue of Life.